# Pontins Professional de 1977
El Pontins Professional de 1977 fue un torneo de snooker, profesional y de invitación, que se celebró en la localidad galesa de Prestatyn entre el 30 de abril y el 7 de mayo de 1977. Fue la cuarta edición del Pontins Professional, organizado por primera vez en 1974. John Spencer, que se impuso a John Pulman en la final, se proclamó campeón.

## Resultados

### Cuadro de la fase final
Recalcado en negrita figura el ganador de cada partido.
|  | semifinales (al mejor de 3) | semifinales (al mejor de 3) |              |   | final (al mejor de 13) | final (al mejor de 13) |
|  |                             |                             |              |   |                        |                        |
|  |                             |                             |              |   |                        |                        |
|  |                             |                             |              |   |                        |                        |
|  | John Spencer                | 2                           |              |   |                        |                        |
|  | John Spencer                | 2                           |              |   |                        |                        |
|  | Graham Miles                | 0                           |              |   |                        |                        |
|  | Graham Miles                | 0                           | John Spencer | 7 |                        |                        |
|  |                             |                             | John Spencer | 7 |                        |                        |
|  |                             | John Pulman                 | 5            |   |                        |                        |
|  | John Pulman                 | John Pulman                 | 5            | 2 |                        |                        |
|  | John Pulman                 |                             |              | 2 |                        |                        |
|  | Cliff Thorburn              | 1                           |              |   |                        |                        |
|  | Cliff Thorburn              | 1                           |              |   |                        |                        |